# محمد شاذلی قسنطینی
محمد شاذِلی قَسَنطینی (۱۸۰۷–۱۸۷۷) شاعر، ادیب، قاضی و فقیه مالکی الجزایری در سده سیزدهم هجری/نوزدهم میلادی بود.

## زندگی و آثار
نسبش «محمد بن محمد بن ابراهیم بن احمد» ذکر شده‌است. در ۱۸۰۷م در قسنطینه زاده شد و همان‌جا پرروش یافت و دانش آموخت. در سال ۱۸۳۷ق قسنطینه از سوی فرانسویان اشغال شد و شاذلی مدتی را در سطیف گذارند سپس به زادگاهش بازگشت. او با بزرگان نظامی و غیرنظامی فرانسوی روابط مستحکمی داشت. با موافقت آنان، به مدت بیست سال قضاوت مالکیان را بر عهده داشت. او همچنین متولی مدیریت مدرسهٔ سیدی کتانی از زمان تأسیسش در ۱۸۵۰م تا پایان عمر بود. در همان مدرسه به تدریس نیز پرداخت. شاذلی سه بار به اروپا سفر نمود.
دیوان اشعار او به جای مانده است. دکتر ابوالقاسم سعدالله کتاب «محمد شاذلی قسنطینی از میان نامه‌ها و سروده‌هایش» را در سال ۱۹۷۴م چاپ نمود.